# Терма (Грчка)
Терма (грч. Θερμά) је насељено место у општини Висалтија у периферији Средишња Македонија, Грчка. Према попису из 2021. године било је 262 становника.
Према бугарском географу и историчару, Василу Канчову, у Терми је 1900. године живело 300 Турака. Године 1923. турско становништво је принудно исељено у Турску а на њихово место су насељене 92 грчке избегличке породице, којих је на попису из 1928. године било 472. Село се раније звало Лиџа.